# El Gener de la Plana
El Gener de la Plana és una masia del municipi de Santa Eugènia de Berga (Osona), inclosa en l'Inventari del Patrimoni Arquitectònic de Catalunya.

## Història
Consta des del segle xii amb el nom de Gener de Palou, per haver-se format dins l'antiga vil·la rural de Palou. Formava part d'unes grans propietats de Santa Eugènia de Berga i era propietat del Bisbat de Vic.
Des del segle xvi estigué en poder dels Morillo, una família de juristes i terratinents, que abans del 1580 hi varen aixecar una capella forana o exempta dedicada a Nicolau de Tolentino. Tenia molta devoció en el veral i la parròquia de Santa Eugènia la visitava corporativament el dimarts de Pasqua, quan la processó tornava de visitar els màrtirs de Vic.
A principis del segle xvii, per una cessió condicionada a la redempció dels censos, la propietat del mas i les seves terres va passar a les monges carmelitanes calçades del convent de les Davallades de Vic, que la tingueren fins a la desamortització de Mendizábal (1836), quan va ser confiscada per l'Estat.
Posteriorment fou adquirida per Enric Carbó i Ferrer, que també es va fer amb la propietat del mas Roure i va fer construir l'actual torre amb la inscripció «Villa Carmen» en homenatge a la seva esposa Carme Juncadella i Oliva, filla del fabricant Jeroni Juncadella i Casanovas, i el jardí amb un gran llac artificial. La propietat fou heretada pel seu fill Emili Carbó i Juncadella, soci corresponsal de l'Institut Agrícola Català de Sant Isidre.

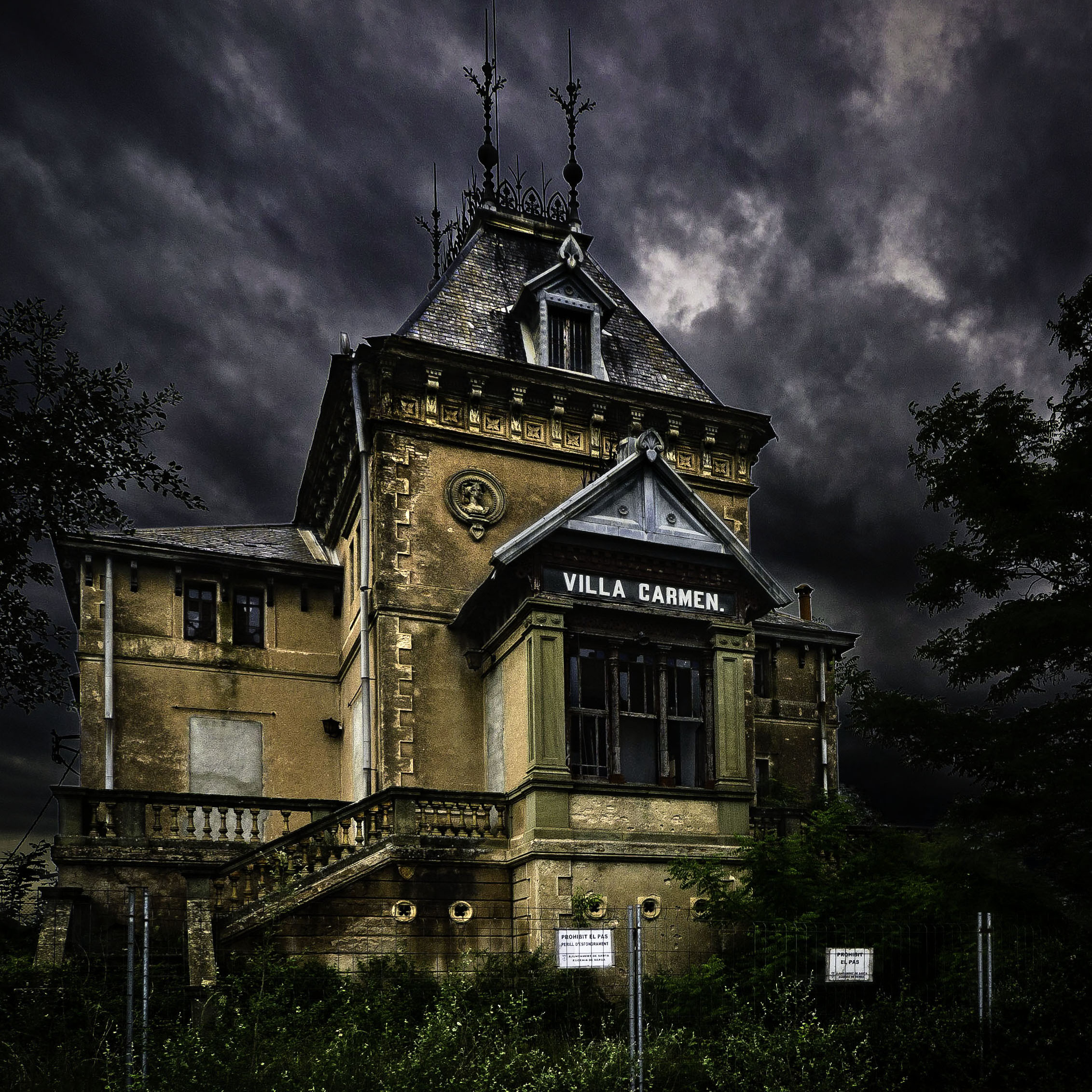
Villa Carmen

## Descripció
Orientada a ponent, coberta a dues aigües i amb el carener perpendicular a la façana, té un portal adovellat, semi-cobert per uns porxos adossats de construcció recent.
A la part de llevant, i adossat al mas, s'hi construí una torre anomenada «Villa Carmen», formada per tres cossos ben determinats i a la que s'hi accedeix mitjançant unes escalinates laterals. Cal destacar-hi notables elements de ferro forjat, així com uns lleons alats de pedra picada situats als pilars d'entrada. L'edifici està envoltat per un ampli jardí i un llac artificial.